# Char 2C
A Char 2C (FCM 2Citroen) a francia hadsereg szuper nehéz harckocsija volt, az első világháború során fejlesztették ki, azonban bevetésére nem került sor. Estienne tábornok már 1917-ben megtervezte a Char 2 jelű járművet, a megvalósítás során felmerülő problémák miatt már tervszinten olyan módosításokat kellett végrehajtani, amely indokolta az altípus jelzést. A végeredmény a Char 2C, amely feltűnően hasonlít az angol Vickers A1E1 Independentre.
A Char 2C-t áttörő harckocsinak tervezték, alakja klasszikus első világháborús kialakítás, lánctalpai a harckocsitest egészén futnak körbe, fegyverzetét tizenkét darab 8 mm-es Hotchkiss géppuska és egy forgatható toronyba szerelt 75 mm-es löveg képezte. A Champagne elnevezésű harckocsit felszerelték egy 155 mm-es tarackal de 1934-ben vissza alakították az eredeti konfigurációba. Személyzete tizennégy-tizenhat fő volt, 1921-től egészen 1940-ig állt szolgálatban, de a második világháborúban már nem tudták bevetni, mert a németek még a szállítás során lebombázták őket.

## Egyéb adatok
- Mászóképesség: 45°
- Árokáthidaló képesség: 4,5 m
- Lépcsőmászó képesség: 1,7 m
- Gázlóképesség: 1,5 m
- Üzemanyagtartály: 1500 l

## Galéria

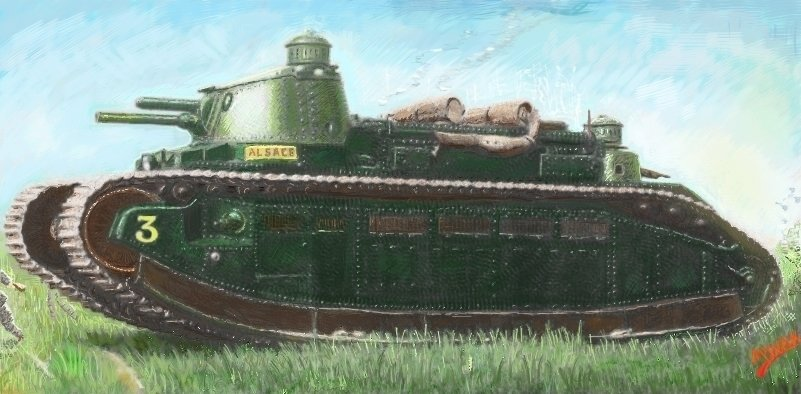
Char 2C egykorú színezett fényképen